# المانار، صنعا
ال-مانار، صنعا یک منطقهٔ مسکونی در یمن است که در استان صنعا واقع شده‌است.